# Ordine dell'amore verso il prossimo

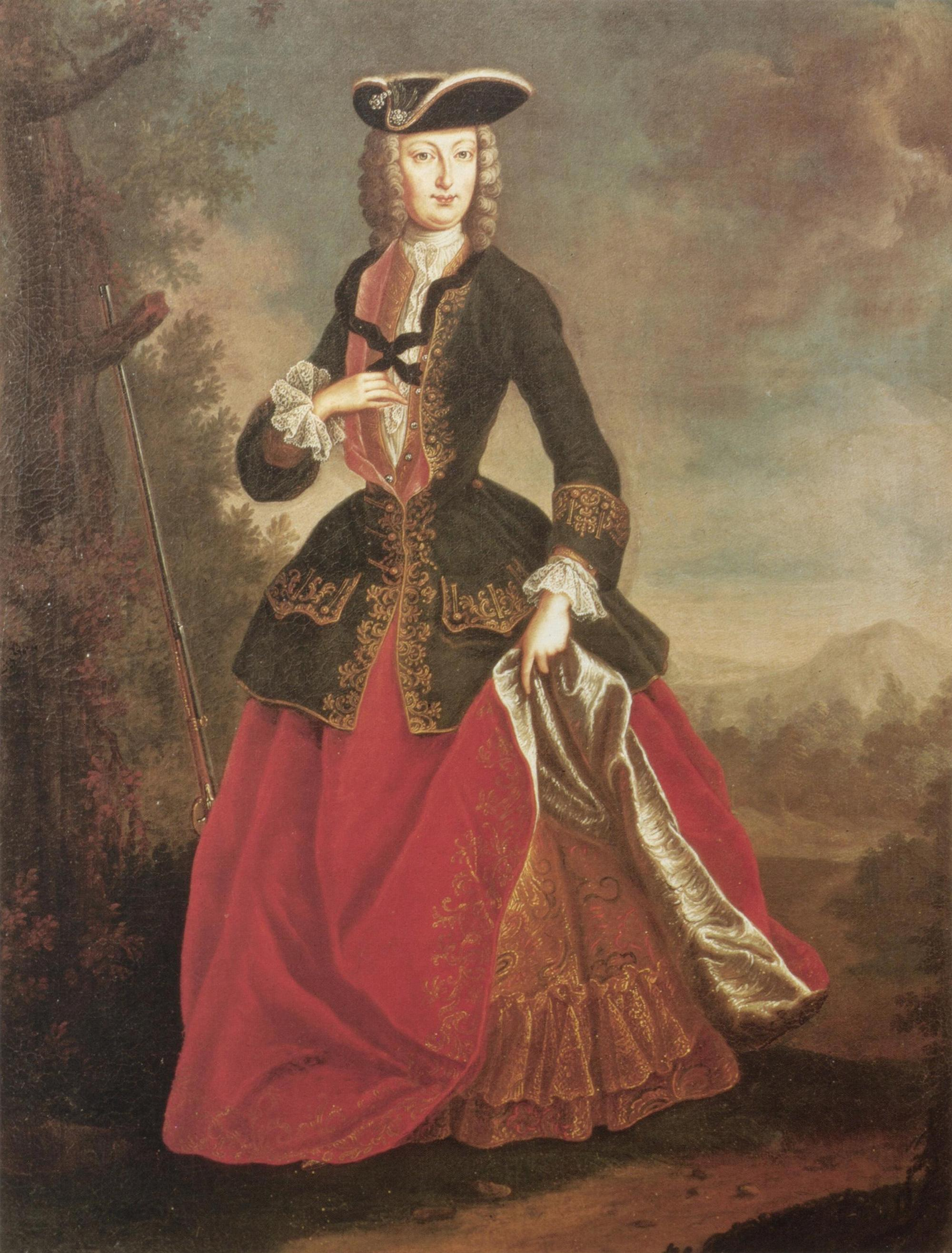
Elisabetta Cristina di Brunswick-Wolfenbüttel, creatrice dell'onorificenza

L'Ordine dell'amore verso il prossimo (in tedesco: Orden der Liebe des Nächsten; in francese: Ordre de l’amour du prochain) fu un ordine cavalleresco femminile dell'Impero austriaco istituito dall'arciduchessa (poi imperatrice) Elisabetta Cristina nel 1708.

## Storia
L'Ordine venne creato dall'arciduchessa Elisabetta Cristina, moglie del futuro imperatore Carlo VI d'Asburgo e madre di Maria Teresa d'Austria, nel 1708, durante il regno del cognato Giuseppe I.
Esso venne istituito sulla falsariga dell'Ordine dei Virtuosi creato dall'imperatrice Eleonora Maddalena nel 1662, per ricompensare quanti si fossero distinti con una condotta esemplare al servizio del prossimo.
Questo era un Ordine prettamente femminile.

## Insegne
La medaglia consisteva in una croce di Malta in oro, smaltata di bianco, pomata e bordata d'oro. Sul medaglione centrale, si trovavano in oro le lettere "AMOR PROX" (Amor proximi, ovvero "amore per il prossimo") con chiara allusione al merito dell'Ordine.
La medaglia era appesa ad un nastro rosso e veniva portata sul petto.